# Gösta Hjalmar Liljequist
Gösta Hjalmar Liljequist (1914-1995) fue un meteorólogo y explorador de la Antártida sueco.
A partir de 1926 en Suecia comenzaron las transmisiones del pronóstico meteorológico, y desde 1941, Liljequist fue uno de los meteorólogos que realizó las emisiones en Suecia durante muchos años. Su dialecto peculiar dio lugar a grandes protestas, con ataques en medios gráficos a cargo del humorista Kar de Mumma en el periódico Svenska Dagbladet, lo cual hizo que los pronósticos meteorológicos comenzaran a ser emitidos por el servicio sueco de radio durante la guerra.
Luego de la guerra, Liljequist formó parte de la Expedición antártica noruego-británica-sueca (EANBS) (1949-1952). Durante la expedición fue el primero en observar un halo raro, un fenómeno óptico posteriormente denominado parhelio de Liljequist en su honor.
Liljequist escribió varios libros relacionados con su campo de acción, además de libros de textos sobre climatología y meteorología, además de relatos sobre la historia e investigaciones suecas en el polo.